# Капушу
Ну́ну Ферна́нду Гонса́лвеш да Ро́ша (порт. Nuno Fernando Gonçalves Rocha; род. 21 февраля 1972, Барселуш), более известный как Капу́шу (порт. Capucho) — португальский футболист и футбольный тренер.

## Клубная карьера
Свою карьеру футболиста Капушу начал в местном клубе «Жил Висенте». В 1992 году он перешёл в «Спортинг», с которым выиграл Кубок Португалии в 1995 году.
После двух лет, проведённых в «Витории» из Гимарайнша, Капушу перешёл в «Порту», в котором стал трёхкратным чемпионом Португалии и выиграл Кубок УЕФА в 2003 году.
После победы в Кубке УЕФА Капушу подписал контракт с «Рейнджерс». А через год перешёл в команду второй испанской лиги «Сельта», где и завершил свою карьеру.
Летом 2007 года Капушу вернулся в «Порту» в качестве тренера юношеских команд.

## Карьера в сборной
Капушу был из того «Золотого» поколения португальских игроков, которые выиграли молодёжные чемпионаты мира 1989 и 1991 годов, в финале 1991 года Португалия победила сборную Бразилии, несколько игроков из состава которой будут играть на следующих, уже «взрослых», чемпионатах мира.
За сборную Португалии Капушу дебютировал на Олимпийских играх в 1996 году.
В сборной он играл оборонительную роль, в отличие от клуба. Капушу был участником чемпионата Европы в 2000 году и чемпионата мира в 2002.
После прихода Луис Фелипе Сколари в 2003 году Капушу больше не вызывался в сборную Португалии.

## Достижения
- Чемпион Португалии: 1997/98, 1998/99, 2002/03
- Обладатель Кубка Португалии: 1994/95, 1997/98, 1999/2000, 2000/01, 2002/03
- Обладатель Суперкубка Португалии: 1999, 2000, 2002
- Обладатель Кубка УЕФА: 2002/03
- Чемпион мира среди молодёжных команд: 1991